# Trevesia burckii
Espèce
Trevesia burckii, en malais Tapak Hantu, est une espèce de plantes à fleurs de la famille des Araliaceae. C'est un arbuste aux tiges épineuses, pouvant atteindre 5 m de haut, originaire des forêts de Malaisie et d'Indonésie.

## Description
Les feuilles, de 30 cm de diamètre, ont un aspect caractéristique.

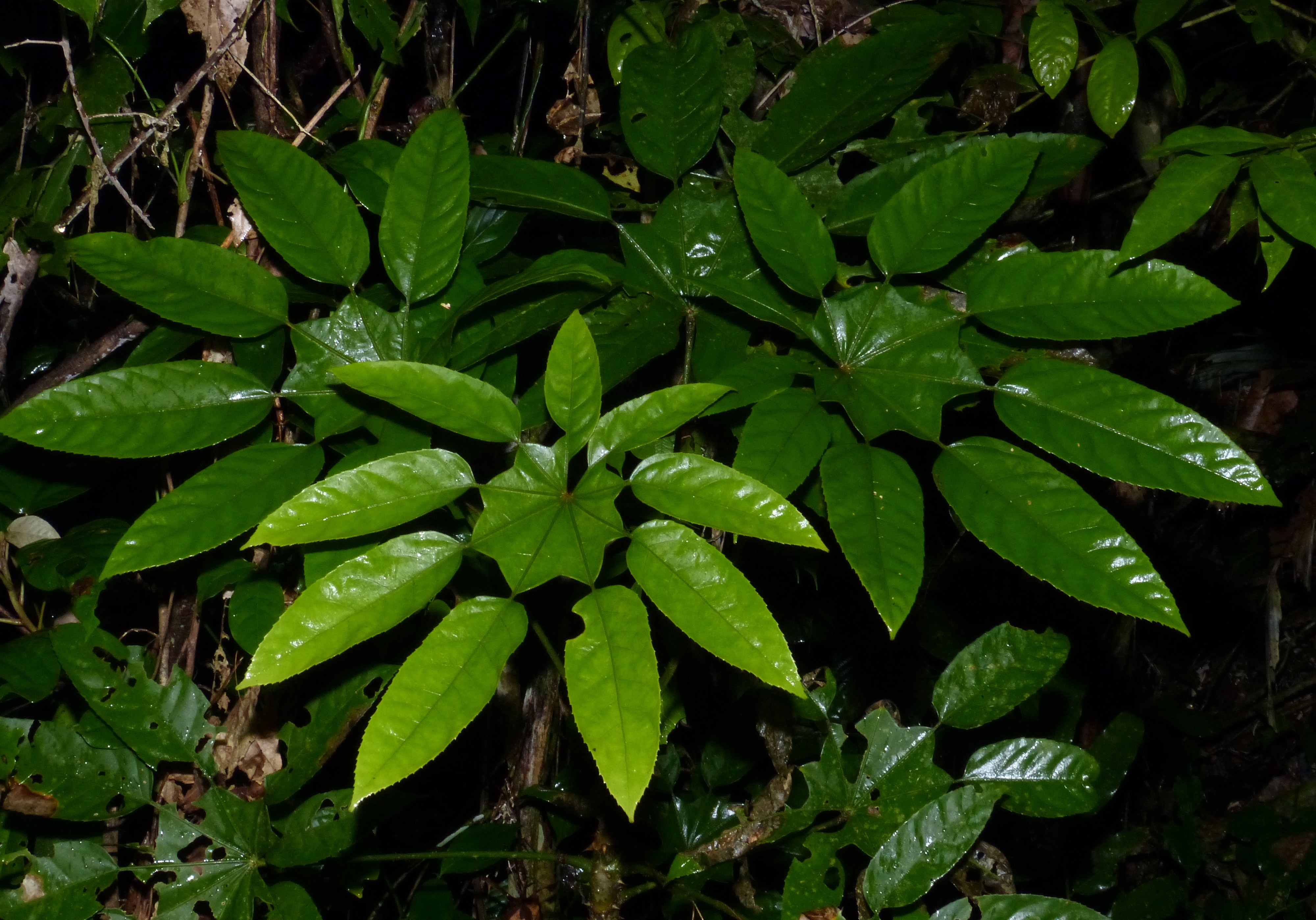
Au Parc national de Taman Negara, en Malaisie.
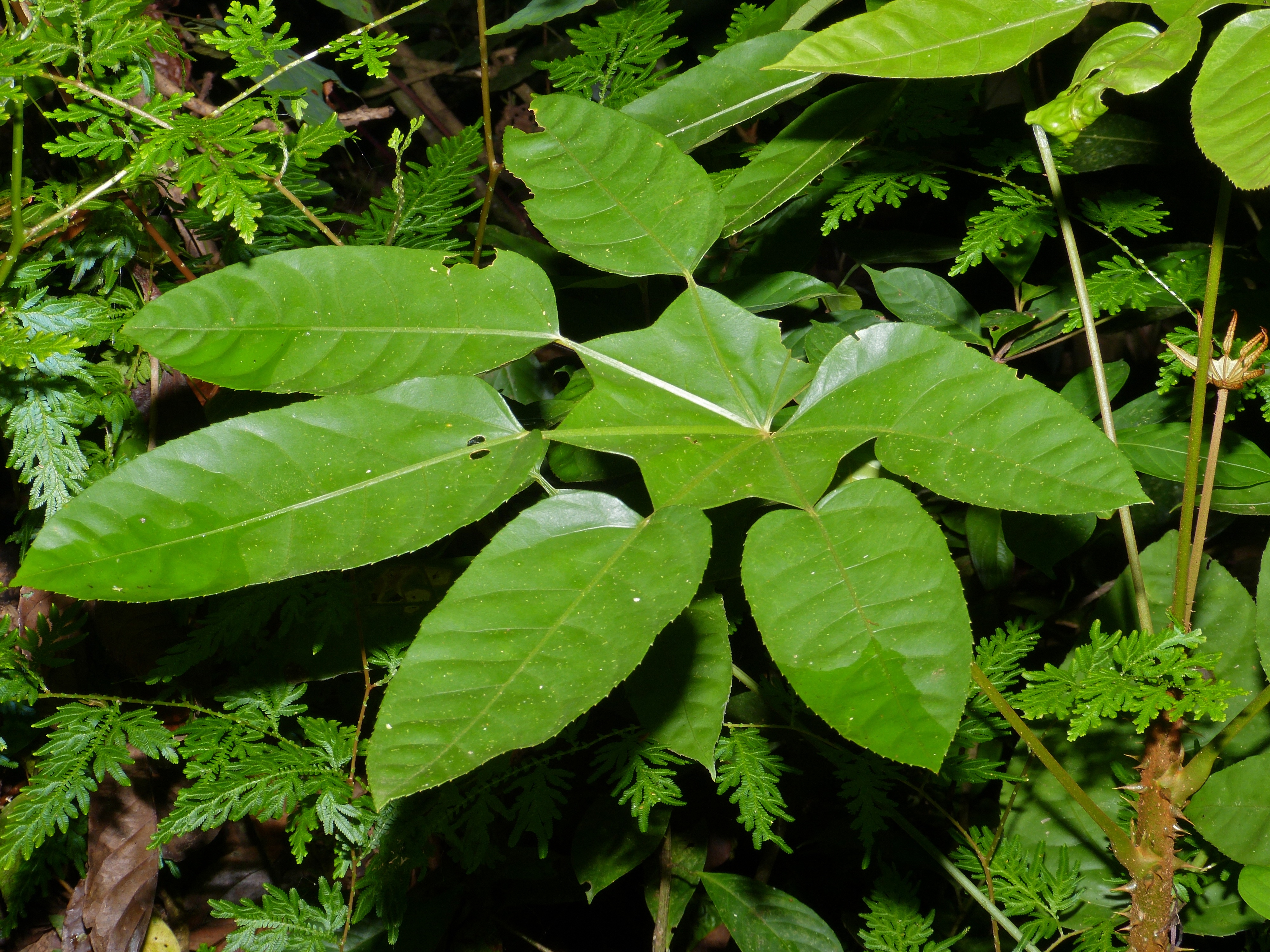

## Répartition
On le rencontre dans les forêts de Malaisie, Sumatra et Bornéo.